# Cassida sauteri
Cassida sauteri es un coleóptero de la familia Chrysomelidae.
Fue descrita científicamente en 1913 por Spaeth.